# Масштабування бізнесу. Покрокова стратегія збільшення прибутків
Масштабування бізнесу. Покрокова стратегія збільшення прибутків (англ. Scaling Up: How a Few Companies Make It...and Why the Rest Don't (Rockefeller Habits 2.0) by Verne Harnish) - книжка Верна Гарніша, консультанта та експерта з питань розвитку бізнесу. 
Книжка-переможець премій 2015 року:
- International Book Awards for General Business, 
- National Indie Excellence Award for General Business, 
- Readers' Favorite International Book Award Gold Medal for Non-Fiction Business]], 
- Paris Book Festival Award for Business, 
- Amsterdam Book Festival Award for Business], 
- San Francisco Book Festival Award for Business, 
- фіналіст International Book Awards for Best New Non-Fiction. 
Вперше опублікована в 2014 році. 

## Огляд книги
В книзі Гарніш та його команда діляться практичними інструментами та техніками розбудови компанії-лідера на ринку. Ці підходи відпрацьовувались та вдосконалювались протягом десятиліть в ході надання консультацій провідним СЕО та менеджерам.  
Книжка вміщує стратегічний бізнес-план та список Rockefeller Habits ChecklistTM, які використовували в своїй діяльності більш ніж 40 тисяч компаній по всьому світу з метою масштабування свого бізнесу до 10 млн. $, 100 млн. $ та навіть 1 мільярда $ й більше. Запуск бізнесу - це, зрештою, свобода.  [Архівовано 24 листопада 2018 у Wayback Machine.]
З допомогою книги ви дізнаєтесь як змусити компанію рухатись синхронізовано в напрямку до великої мети та, водночас, насолоджуватись цим процесом.  [Архівовано 3 травня 2019 у Wayback Machine.]

## Переклад українською
- Гарніш, Верн. Масштабування бізнесу. Покрокова стратегія збільшення прибутків / пер. Анна Марховська. К.: Наш Формат, 2018. —  328 с. — ISBN 978-617-7682-02-7